# Megalometopon inmisericorde
Megalometopon inmisericorde är en tvåvingeart som först beskrevs av Artigas 1970.  Megalometopon inmisericorde ingår i släktet Megalometopon och familjen rovflugor. Inga underarter finns listade i Catalogue of Life.